# Jean de La Rochelle
Jean de La Rochelle (Johannes de Rupella), född cirka 1190 i La Rochelle, död 8 februari 1245 i Paris, var en fransk franciskansk filosof och teolog.

## Biografi
Jean de La Rochelle, som var lärjunge till Alexander av Hales, studerade i Paris. Han utgav kommentarer om bland annat själen, tron, dygder och laster.